# Casa de Habsburgo-Lorena
A Casa de Habsburgo-Lorena foi uma das mais importantes e mais longas casas reais reinante da história da Europa. Atualmente a casa é dirigida por Carlos de Habsburgo-Lorena, o imperador titular da Áustria, rei titular da Hungria, Boêmia, Croácia, bem como o titular Rei de Jerusalém.

## História
Após o fracasso dos imperadores José I e Carlos VI em produzir um filho e herdeiro, a Pragmática Sanção de 1713 deixou o trono à filha ainda por nascer deste, Maria Teresa. Em 1736, o imperador Carlos VI arranjou o casamento dela com o então duque Francisco III de Lorena, que concordou em trocar suas terras hereditárias para o Grão-ducado da Toscana (bem como o Ducado de Teschen do imperador).
Com a morte de Carlos VI em 1740, as terras dos Habsburgos foram passadas para Maria Teresa e Francisco, que mais tarde foi eleito imperador do Sacro Império Romano-Germânico como Francisco I. A união dinástica precipitada de Habsburgo-Lorena causou a Guerra de Sucessão Austríaca. As filhas de Francisco e Maria Teresa, Maria Antonieta e Maria Carolina tornaram-se rainhas de França e das Duas Sicílias respectivamente; enquanto seus filhos José II e Leopoldo II sucederam ao título imperial.
Para além dos domínios dos Habsburgos principais, incluindo as coroas triplas de Áustria, Hungria e Boêmia, vários ramos jovens da casa de Habsburgo-Lorena reinaram nos ducados italianos da Toscana (até 1860), Parma (até 1847) e Módena (até 1859). Outro membro da casa, o arquiduque Maximiliano da Áustria, foi imperador do México.
Em 1900, o arquiduque Francisco Fernando da Áustria-Hungria (então herdeiro presuntivo do trono do Império Austro-Húngaro) contraiu um casamento morganático com a condessa Sofia Chotek. Seus descendentes, conhecidos como a casa de Hohenberg, foram excluídos da sucessão à coroa austro-húngaro, mas não a de Lorena, onde o casamento morganático nunca foi banido. No entanto, Oto de Habsburgo, o neto mais velho do irmão mais novo Francisco Fernando foi universalmente considerado como o chefe da casa. Foi em Nancy, a antiga capital da casa de Vaudemont, que o príncipe casou com a princesa Regina de Saxe-Meiningen em 1951.

### Abolição da monarquia e fim do poder
Após a Primeira Guerra Mundial, o imperador austro-húngaro Carlos I emitiu uma proclamação cuidadosamente redigida em que reconheceu o direito do povo austríaco para determinar a forma do estado. Em 12 de novembro de 1918, um dia após o armístico da Primeira Guerra Mundial e a proclamação de Carlos, foi declarada a República da Áustria Alemã. Embora amplamente tem sido citado como uma "abdicação", essa palavra nunca foi mencionado em qualquer proclamação. Na verdade, ele deliberadamente evitou usar a palavra abdicação na esperança de que o povo da Áustria ou Hungria votaria para lembrar dele. 
Após Carlos e sua família irem para exílio em Portugal, ele morreu de pneumonia em 1922. A soberania da casa foi passada para seu filho, Oto de Habsburgo-Lorena, que manteve o título até 2007, quando renunciou os direitos em prol de Carlos Tomás, o atual chefe. Todos os títulos nobres, reais ou imperiais são ilegais na República da Áustria e na República da Hungria e a família não os usa nestes países

### Governo no México
Os conservadores mexicanos viram em Maximiliano da Áustria a possibilidade de manter um sistema político que lhes era cômodo e que lhes parecia seguro por contar com o apoio da França, do Reino Unido e da Santa Sé. O arquiduque austríaco, por sua vez, de certo modo condenado a ser sempre o irmão do imperador da Áustria, aceitou o papel que lhe era oferecido desempenhar em um país completamente desconhecido para ele e submerso numa profunda crise política. Devido a suas tendências liberais, Maximiliano logo perdeu o apoio dos conservadores. Foi alvo da hostilidade dos seguidores de Benito Juárez, os republicanos, ao ordenar a execução sumária de seus líderes em 1865. A única proteção de Maximiliano era a presença de tropas francesas. Encarando o ocorrido sob a perspectiva de Maximiliano, quando as tropas francesas se retiraram, ele assumiu pessoalmente o comando de seus soldados. Após um cerco em Santiago de Querétaro, foi julgado por uma corte marcial e fuzilado juntamente com seus generais Tomás Mejía e Miguel Miramón.
Com sua morte, a pretensão ao trono mexicano foi reivindicada por dois ramos distintos. Os Habsburgo-Itúrbide, por adoção dos netos do primeiro imperador do México Agustín de Itúrbide, e outro ramo os Habsburgo-Gueroust.